# Натал (Ріу-Гранді-ду-Норті)
Натал (порт. Natal — дослівно «Різдво») — місто в Бразилії, столиця штату Ріу-Гранді-ду-Норті. За даними IBGE на 2022 рік, населення міста становило 751 тис. осіб (1,25 млн у Великому Наталі). За даними IPEA (Інституту економічних досліджень Бразилії), Натал вважається найбезпечнішим містом країни.
Місто було засноване у Різдво 25 грудня 1599 року португальськими переселенцями, протягом деякого часу воно було окуповане голландцями. Протягом Другої світової війни місто служило авіабазою США завдяки його розташуванню в «куту континенту». Зараз місто швидко зростає, очікується, що воно може стати новим метрополісом Бразилії.
У місті працює Міжнародний аеропорт Аугусту Северу, що сполучає місто як з бразильськими, так і з іноземними містами. У місті розташований Федеральний університет Ріу-Гранді-ду-Норті. Місто є одним з 12, де відбулися матчі Чемпіонату світу з футболу 2014 року. До цього змагання збудовані новий стадіон, Арена дас Дунас, і новий аеропорт, Міжнародний аеропорт Великого Наталу, один з найбільших в Латинській Америці.

## Уродженці
- Марина Елалі (* 1982) — бразильська співачка.